# 1.º Esquadrão de Cavalaria Leve
O 1.º Esquadrão de Cavalaria Leve (1º Esqd C L), também conhecido como Esquadrão Tenente Amaro, é uma subunidade do Exército Brasileiro sediada em Valença, Rio de Janeiro, e subordinada à 12.ª Brigada de Infantaria Leve (Aeromóvel), à qual serve de elemento de reconhecimento e segurança. Ele era composto em 2015 por dois pelotões de exploradores, mobiliados com viaturas Agrale Marruá e motocicletas, e um pelotão mecanizado mobiliado com o EE-11 Urutu. O esquadrão foi criado em 1943 com o nome de “1.º Esquadrão de Reconhecimento Mecanizado” para combater na Campanha da Itália como parte da Força Expedicionária Brasileira (FEB), sendo a única subunidade de seu tipo na estrutura da FEB, a única blindada e a única da arma da Cavalaria.
O 1.º Esquadrão de Reconhecimento Mecanizado foi comandado pelo capitão Plínio Pitaluga e composto de 120 homens, treze carros blindados M8 Greyhound, cinco meia-lagartas M3A1 (usados nas seções administrativa e de manutenção) e 24 jipes. Seus carros blindados faziam todo o reconhecimento das estradas por onde passava a FEB. No inverno de 1944–1945, com a linha de frente parada e o terreno inadequado aos Greyhounds, o esquadrão operou como infantaria. Só após a Batalha de Montese a retirada do Wehrmacht permitiu a plena missão de cavalaria do esquadrão, que avançou rapidamente pelo noroeste da Itália, tendo sido a primeira tropa a entrar em contato com as divisões inimigas que se renderam à FEB na Batalha de Fornovo di Taro. A experiência do conflito contribuiu ao sistema de veículos blindados do Exército no pós-guerra.